# Sancerre
Sancerre é uma comuna francesa na região administrativa do Centro, no departamento Cher. Estende-se por uma área de 16,21 km². Em 2010 a comuna tinha 1 405 habitantes (densidade: 86,7 hab./km²).
No aspecto econômico, a comuna possui dois produtos certificados com appellation d'origine contrôlée (AOC): o queijo de cabra Crottin de Chavignol e vinhos dos tipos branco, tinto e rosado.